# Copa del Rey 2008-2009
Copa del Rey 2008-2009 a fost a 105-a ediție a Copa del Rey (română Cupa Regelui) și a fost câștigată de FC Barcelona după ce a trecut în finală de Athletic Bilbao.

## Echipe calificate
Următoarele echipe au jucat în Copa del Rey 2008–09:
20 echipe din La Liga 2007–2008:
| - Almería - Athletic Bilbao - Atlético Madrid - Barcelona - Betis - Deportivo - Espanyol - Getafe - Levante - Mallorca | - Murcia - Osasuna - Racing Santander - Real Madrid - Recreativo - Sevilla - Valencia - Valladolid - Villarreal - Zaragoza |

21 echipe din Segunda División 2007-08 (Sevilla Atlético a fost exclusă pentru că este echipa de rezervă a Sevilliei):
| - Alavés - Albacete - Cádiz - Castellón - Celta - Córdoba - Eibar - Elche - Gimnàstic - Granada 74 - Hércules | - Las Palmas - Málaga - Numancia - Poli Ejido - Racing Ferrol - Real Sociedad - Salamanca - Sporting - Tenerife - Xerez |

24 echipe din Segunda División B 2007-2008.
| - Pontevedra - Rayo Vallecano - Fuerteventura - Lugo - Universidad LPGC - Ponferradina - Huesca - Zamora - Barakaldo - Real Unión - Girona - Melilla* | - Gavà - Alicante - Benidorm - Orihuela - Écija - Ceuta - Linares - Mérida - Granada - Conquense* - Lemona* - Águilas* |

| - Ciudad de Santiago - Real Oviedo - Gimnástica - Portugalete - Sant Andreu - Alzira - Ciempozuelos - Mirandés - Roquetas | - San Fernando - Atlético Baleares - Atlético Granadilla - Atlético Ciudad - Don Benito - Izarra - Alfaro - Ejea - Toledo |

## Prima rundă
Meciurile s-au jucat pe 23, 25, 26, 27 și 28 august 2008.
| Echipa 1            | Scor      | Echipa 2          |
| ------------------- | --------- | ----------------- |
| Real Oviedo         | 2–0       | Pontevedra        |
| Ponferradina        | 1–0 (aet) | Racing Ferrol     |
| San Fernando        | 0–3       | Poli Ejido        |
| Conquense           | 3–2 (aet) | Cádiz             |
| Izarra              | 0–1       | Gavà              |
| Universidad LPGC    | 1–0       | Ciempozuelos      |
| Orihuela            | 2–0       | Atlético Baleares |
| Linares             | 1–2       | Écija             |
| Ciudad Santiago     | 0–1       | Portugalete       |
| Melilla             | 2–1 (aet) | Ceuta             |
| Toledo              | 3–1       | Granada           |
| Barakaldo           | 2–0       | Gimnástica        |
| Roquetas            | 1–0       | Atlético Ciudad   |
| Ejea                | 1–3 (aet) | Alzira            |
| Alfaro              | 1–0 (aet) | Águilas           |
| Atlético Granadilla | 0–1 (aet) | Don Benito        |
| Lugo                | 0–3       | Real Unión        |
| Sant Andreu         | 2–1 (aet) | Mirandés          |

| Real Oviedo                        | 2 – 0 | Pontevedra |
| ---------------------------------- | ----- | ---------- |
| Curro 49'(pen.) Basualdo 81'(o.g.) |       |            |

| Ponferradina | 1 – 0 a.e.t. | Racing de Ferrol |
| ------------ | ------------ | ---------------- |
| de Paula 93' |              |                  |

| San Fernando | 0 – 3 | Poli Ejido                            |
| ------------ | ----- | ------------------------------------- |
|              |       | Jorge Molina 8' Nakor 45' Gregory 78' |

| Conquense                   | 3 – 2 a.e.t. | Cádiz                   |
| --------------------------- | ------------ | ----------------------- |
| Beñat 78' Martins 104' 106' |              | Juanma 35' Enrique 103' |

| Izarra | 0 – 1 | Gavà     |
| ------ | ----- | -------- |
|        |       | Keko 88' |

| Universidad de Las Palmas | 1 – 0 | Ciempozuelos |
| ------------------------- | ----- | ------------ |
| Javi 78'                  |       |              |

| Orihuela                     | 2 – 0 | Atlético Baleares |
| ---------------------------- | ----- | ----------------- |
| Ibán Espadas 18' Tevenet 57' |       |                   |

| Linares  | 1 – 2 | Écija                  |
| -------- | ----- | ---------------------- |
| Ángel 9' |       | Fernando 22' Migue 72' |

| Ciudad de Santiago | 0 – 1 | Portugalete |
| ------------------ | ----- | ----------- |
|                    |       | Asensio 19' |

| Melilla                    | 2 – 1 a.e.t. | Ceuta    |
| -------------------------- | ------------ | -------- |
| Andrés Ramos 47' Migui 94' |              | Anxo 50' |

| Toledo                                    | 3 – 1 | Granada    |
| ----------------------------------------- | ----- | ---------- |
| Velasco 36'(pen.) Intxausti 67' Butra 74' |       | Altuna 19' |

| Barakaldo                         | 2 – 0 | Gimnástica |
| --------------------------------- | ----- | ---------- |
| Carlos Alonso 10' Eneko Rubio 71' |       |            |

| Roquetas          | 1 – 0 | Atlético Ciudad |
| ----------------- | ----- | --------------- |
| Diego Herrera 80' |       |                 |

| Ejea            | 1 – 3 a.e.t. | Alzira                                      |
| --------------- | ------------ | ------------------------------------------- |
| Diego Gómez 73' |              | Jaime Ramos 65' Edu López 95' Madrigal 120' |

| Alfaro        | 1 – 0 a.e.t. | Águilas |
| ------------- | ------------ | ------- |
| Gurría 120+2' |              |         |

| Atlético Granadilla | 0 – 1 a.e.t. | Don Benito         |
| ------------------- | ------------ | ------------------ |
|                     |              | Luis Valladar 114' |

| Lugo | 0 – 3 | Real Unión                                      |
| ---- | ----- | ----------------------------------------------- |
|      |       | Goikoetxea 15' Eneko Romo 42'(pen.) Abasolo 53' |

| Sant Andreu          | 2 – 1 a.e.t. | Mirandés     |
| -------------------- | ------------ | ------------ |
| Besora 60' Eloi 107' |              | Espinosa 76' |

## Runda a doua
Meciurile s-au jucat pe 3, 4 și 11 septembrie 2008. 
| Echipa 1      | Scor        | Echipa 2                  |
| ------------- | ----------- | ------------------------- |
| Real Sociedad | 1–0         | Real Zaragoza             |
| Huesca        | 1–3 (aet)   | Rayo Vallecano            |
| Real Oviedo   | 2–3 (aet)   | Ponferradina              |
| Real Unión    | 2–1         | Sant Andreu               |
| Orihuela      | 1–0         | Fuerteventura             |
| Toledo        | 1–0         | Zamora                    |
| Barakaldo     | 1–0 (aet)   | Roquetas                  |
| Salamanca     | 2–1         | Las Palmas                |
| Alzira        | 0–0 (1–4 p) | Granada 74                |
| Alfaro        | 1–2         | Don Benito                |
| Benidorm      | 4–2 (aet)   | Lemona                    |
| Castellón     | 1–0         | Eibar                     |
| Elche         | 2–0         | Alavés                    |
| Gimnàstic     | 0–2         | Girona                    |
| Xerez         | 1–1 (1–3 p) | Real Murcia               |
| Tenerife      | 2–1         | Córdoba                   |
| Hércules      | 2–1 (aet)   | Levante                   |
| Poli Ejido    | 2–0         | Conquense                 |
| Écija         | 0–1         | Portugalete               |
| Melilla       | 5–2         | Mérida                    |
| Alicante      | 0–1         | Celta de Vigo             |
| Gavà          | 1–3 (aet)   | Universidad de Las Palmas |

| Real Sociedad | 1 – 0 | Real Zaragoza |
| ------------- | ----- | ------------- |
| Marcos 47'    |       |               |

| Huesca                 | 1 – 3 a.e.t. | Rayo Vallecano            |
| ---------------------- | ------------ | ------------------------- |
| Rubén Castro 61'(pen.) |              | Coke 90' Pachón 104' 107' |

| Real Oviedo            | 2 – 3 a.e.t. | Ponferradina                             |
| ---------------------- | ------------ | ---------------------------------------- |
| Cervero 84' Curro 115' |              | Portilla 63' 118' Mario Prieto 93'(o.g.) |

| Real Unión                    | 2 – 1 | Sant Andreu    |
| ----------------------------- | ----- | -------------- |
| Goikoetxea 20' Larraínzar 68' |       | Lanzarote 55 ' |

| Orihuela              | 1 – 0 | Fuerteventura |
| --------------------- | ----- | ------------- |
| Santi Villa 82'(pen.) |       |               |

| Toledo     | 1 – 0 | Zamora |
| ---------- | ----- | ------ |
| Joaqui 26' |       |        |

| Barakaldo  | 1 – 0 a.e.t. | Roquetas |
| ---------- | ------------ | -------- |
| Izeta 104' |              |          |

| Salamanca         | 2 – 1 | Las Palmas        |
| ----------------- | ----- | ----------------- |
| Toti 31' Miku 47' |       | David González 6' |

| Alzira | 0 – 0 a.e.t. | Granada 74 |
| ------ | ------------ | ---------- |
|        |              |            |

|                                  |     | Penaltiuri                           |  |
| Cabarcos · Sergio Heras · Robles | 1–4 | Nené · Juanma Pérez · Thierry · Nino |  |

| Alfaro        | 1 – 2 | Don Benito      |
| ------------- | ----- | --------------- |
| Asurmendi 19' |       | Serrano 45' 64' |

| Benidorm                                                | 4 – 2 a.e.t. | Lemona                             |
| ------------------------------------------------------- | ------------ | ---------------------------------- |
| Flávio Paixão 35' 89' Luismi Loro 104' Ruano 108'(pen.) |              | Ramírez 14'(pen.) Arroyo 71'(pen.) |

| Castellón        | 1 – 0 | Eibar |
| ---------------- | ----- | ----- |
| Pampín 77'(o.g.) |       |       |

| Elche                    | 2 – 0 | Alavés |
| ------------------------ | ----- | ------ |
| David Fuster 6' Dani 70' |       |        |

| Gimnàstic | 0 – 2 | Girona        |
| --------- | ----- | ------------- |
|           |       | Gabri 86' 89' |

| Xerez       | 1 – 1 a.e.t. | Real Murcia |
| ----------- | ------------ | ----------- |
| Francis 71' |              | Sikora 58'  |

|                                              |     | Penaltiuri                                 |  |
| Calle · Pedro Ríos · Mario Bermejo · Mendoza | 1–3 | Iván Alonso · Núñez · Bruno · Xisco Campos |  |

| Tenerife       | 2 – 1 | Córdoba              |
| -------------- | ----- | -------------------- |
| Alfaro 24' 54' |       | Cristian Álvarez 74' |

| Hércules            | 2 – 1 a.e.t. | Levante       |
| ------------------- | ------------ | ------------- |
| Sendoa 48' Tote 91' |              | del Moral 29' |

| Poli Ejido               | 2 – 0 | Conquense |
| ------------------------ | ----- | --------- |
| Mikel Rico 42' Nakor 86' |       |           |

| Écija | 0 – 1 | Portugalete  |
| ----- | ----- | ------------ |
|       |       | del Olmo 65' |

| Melilla                                                  | 5 – 2 | Mérida                 |
| -------------------------------------------------------- | ----- | ---------------------- |
| Migui 4' 7' Carrión 33' Rubén López 53' Andrés Ramos 77' |       | Stoeten 21' Ismael 61' |

| Alicante | 0 – 1 | Celta de Vigo  |
| -------- | ----- | -------------- |
|          |       | Óscar Díaz 61' |

| Gavà      | 1 – 3 a.e.t. | Universidad de Las Palmas         |
| --------- | ------------ | --------------------------------- |
| Badía 89' |              | Ariday 90+2'(pen.) Cacá 101' 111' |

## Runda a treia
Meciurile s-au jucat pe 8 și 9 octombrie 2008. 
| Echipa 1       | Scor        | Echipa 2                  |
| -------------- | ----------- | ------------------------- |
| Portugalete    | 2–0         | Don Benito                |
| Real Unión     | 2–1         | Barakaldo                 |
| Celta          | 2–0         | Real Sociedad             |
| Ponferradina   | 1–1 (4–2 p) | Universidad de Las Palmas |
| Orihuela       | 3–1         | Toledo                    |
| Rayo Vallecano | 2–1         | Albacete                  |
| Salamanca      | 0–1 (aet)   | Castellón                 |
| Melilla        | 2–3         | Poli Ejido                |
| Hércules       | 1–0         | Girona                    |
| Granada 74     | 0–2         | Benidorm                  |
| Elche          | 1–1 (4–3 p) | Tenerife                  |

| Portugalete               | 2 – 0 | Don Benito |
| ------------------------- | ----- | ---------- |
| Arzubiaga 30' Gorroño 57' |       |            |

| Real Unión                 | 2 – 1 | Barakaldo   |
| -------------------------- | ----- | ----------- |
| Goikoetxea 42' Salcedo 50' |       | Rebollo 12' |

| Celta de Vigo | 2 – 0 | Real Sociedad |
| ------------- | ----- | ------------- |
| Dinei 22' 64' |       |               |

| Ponferradina | 1 – 1 a.e.t. | Universidad de Las Palmas |
| ------------ | ------------ | ------------------------- |
| de Paula 73' |              | Sergio Hernández 43'      |

|                                                               |     | Penaltiuri                                |  |
| Rubén Vega · Ernesto · Pepe Alcaide · Nacho · Dani Borreguero | 4–2 | Pollo · Javi Álamo · Sergio Beato · Yebra |  |

| Orihuela                        | 3 – 1 | Toledo           |
| ------------------------------- | ----- | ---------------- |
| Ibán Espadas 4' 42' Tevenet 11' |       | Óscar Martín 26' |

| Rayo Vallecano      | 2 – 1 | Albacete          |
| ------------------- | ----- | ----------------- |
| Enguix 54' Piti 61' |       | Carlos Merino 52' |

| Salamanca | 0 – 1 a.e.t. | Castellón |
| --------- | ------------ | --------- |
|           |              | Nsue 91'  |

| Melilla                     | 2 – 3 | Poli Ejido                                   |
| --------------------------- | ----- | -------------------------------------------- |
| Andrés Ramos 1' Chota 90+3' |       | Raúl Torres 33' Gregory 61' Jorge Molina 65' |

| Hércules  | 1 – 0 | Girona |
| --------- | ----- | ------ |
| Morán 58' |       |        |

| Granada 74 | 0 – 2 | Benidorm                 |
| ---------- | ----- | ------------------------ |
|            |       | Luismi Loro 6' Ruano 33' |

| Elche                   | 1 – 1 a.e.t. | Tenerife            |
| ----------------------- | ------------ | ------------------- |
| Pablo Sicilia 91'(o.g.) |              | Cristo Marrero 116' |

|                                                          |     | Penaltiuri                                     |  |
| Raúl Fuster · David Fuster · Rodri · Acciari · Caballero | 4–3 | Ricardo · Saizar · Óscar Pérez · Richi · Ángel |  |

## Faza finală
Team listed first play home in the first leg.
| Runda 32 octombrie 29, 2008 12 noiembrie 2008 | Runda 32 octombrie 29, 2008 12 noiembrie 2008 | Runda 32 octombrie 29, 2008 12 noiembrie 2008 | Runda 32 octombrie 29, 2008 12 noiembrie 2008 |  |                 | Șaisprezecimi ianuarie 7, 2009 ianuarie 14, 2009 | Șaisprezecimi ianuarie 7, 2009 ianuarie 14, 2009 | Șaisprezecimi ianuarie 7, 2009 ianuarie 14, 2009 | Șaisprezecimi ianuarie 7, 2009 ianuarie 14, 2009 |  |  | Sferturi de finală ianuarie 21, 2009 ianuarie 28, 2009 | Sferturi de finală ianuarie 21, 2009 ianuarie 28, 2009 | Sferturi de finală ianuarie 21, 2009 ianuarie 28, 2009 | Sferturi de finală ianuarie 21, 2009 ianuarie 28, 2009 |  |  | Semifinale februarie 4, 2009 4 martie 2009 | Semifinale februarie 4, 2009 4 martie 2009 | Semifinale februarie 4, 2009 4 martie 2009 | Semifinale februarie 4, 2009 4 martie 2009 |  |  | Finală mai 13, 2009 | Finală mai 13, 2009 |
|                                               |                                               |                                               |                                               |  |                 |                                                  |                                                  |                                                  |                                                  |  |  |                                                        |                                                        |                                                        |                                                        |  |  |                                            |                                            |                                            |                                            |  |  |                     |                     |
| Real Murcia                                   | 2                                             | 0                                             | 2                                             |  |                 |                                                  |                                                  |                                                  |                                                  |  |  |                                                        |                                                        |                                                        |                                                        |  |  |                                            |                                            |                                            |                                            |  |  |                     |                     |
| Racing Santander                              | 1                                             | 2                                             | 3                                             |  |                 | Racing Santander                                 | 1                                                | 1                                                | 2                                                |  |  |                                                        |                                                        |                                                        |                                                        |  |  |                                            |                                            |                                            |                                            |  |  |                     |                     |
| Portugalete                                   | 1                                             | 0                                             | 1                                             |  | Valencia (aet)  | 1                                                | 3                                                | 4                                                |                                                  |  |  |                                                        |                                                        |                                                        |                                                        |  |  |                                            |                                            |                                            |                                            |  |  |                     |                     |
| Valencia                                      | 4                                             | 3                                             | 7                                             |  |                 |                                                  |                                                  |                                                  |                                                  |  |  | Valencia                                               | 3                                                      | 1                                                      | 4                                                      |  |  |                                            |                                            |                                            |                                            |  |  |                     |                     |
| Ponferradina                                  | 1                                             | 0                                             | 1                                             |  |                 |                                                  |                                                  |                                                  |                                                  |  |  | Sevilla (a)                                            | 2                                                      | 2                                                      | 4                                                      |  |  |                                            |                                            |                                            |                                            |  |  |                     |                     |
| Sevilla                                       | 0                                             | 4                                             | 4                                             |  |                 | Sevilla                                          | 2                                                | 3                                                | 5                                                |  |  |                                                        |                                                        |                                                        |                                                        |  |  |                                            |                                            |                                            |                                            |  |  |                     |                     |
| Elche                                         | 0                                             | 0                                             | 0                                             |  | Deportivo       | 1                                                | 0                                                | 1                                                |                                                  |  |  |                                                        |                                                        |                                                        |                                                        |  |  |                                            |                                            |                                            |                                            |  |  |                     |                     |
| Deportivo                                     | 2                                             | 2                                             | 4                                             |  |                 |                                                  |                                                  |                                                  |                                                  |  |  |                                                        |                                                        |                                                        |                                                        |  |  | Sevilla                                    | 2                                          | 0                                          | 2                                          |  |  |                     |                     |
| Getafe                                        | 0                                             | 0                                             | 0                                             |  |                 |                                                  |                                                  |                                                  |                                                  |  |  |                                                        |                                                        |                                                        |                                                        |  |  | Athletic Bilbao                            | 1                                          | 3                                          | 4                                          |  |  |                     |                     |
| Osasuna                                       | 0                                             | 1                                             | 1                                             |  |                 | Osasuna                                          | 1                                                | 0                                                | 1                                                |  |  |                                                        |                                                        |                                                        |                                                        |  |  |                                            |                                            |                                            |                                            |  |  |                     |                     |
| Athletic Bilbao                               | 2                                             | 1                                             | 3                                             |  | Athletic Bilbao | 1                                                | 2                                                | 3                                                |                                                  |  |  |                                                        |                                                        |                                                        |                                                        |  |  |                                            |                                            |                                            |                                            |  |  |                     |                     |
| Recreativo                                    | 0                                             | 2                                             | 2                                             |  |                 |                                                  |                                                  |                                                  |                                                  |  |  | Athletic Bilbao                                        | 0                                                      | 2                                                      | 2                                                      |  |  |                                            |                                            |                                            |                                            |  |  |                     |                     |
| Numancia                                      | 0                                             | 0                                             | 0                                             |  |                 |                                                  |                                                  |                                                  |                                                  |  |  | Sporting de Gijón                                      | 0                                                      | 1                                                      | 1                                                      |  |  |                                            |                                            |                                            |                                            |  |  |                     |                     |
| Sporting de Gijón                             | 1                                             | 2                                             | 3                                             |  |                 | Sporting de Gijón                                | 3                                                | 1                                                | 4                                                |  |  |                                                        |                                                        |                                                        |                                                        |  |  |                                            |                                            |                                            |                                            |  |  |                     |                     |
| Hércules                                      | 1                                             | 2                                             | 3                                             |  | Valladolid      | 1                                                | 2                                                | 3                                                |                                                  |  |  |                                                        |                                                        |                                                        |                                                        |  |  |                                            |                                            |                                            |                                            |  |  |                     |                     |
| Valladolid                                    | 5                                             | 2                                             | 7                                             |  |                 |                                                  |                                                  |                                                  |                                                  |  |  |                                                        |                                                        |                                                        |                                                        |  |  |                                            |                                            |                                            |                                            |  |  | Athletic Bilbao     | 1                   |
| Poli Ejido                                    | 5                                             | 1                                             | 6                                             |  |                 |                                                  |                                                  |                                                  |                                                  |  |  |                                                        |                                                        |                                                        |                                                        |  |  |                                            |                                            |                                            |                                            |  |  | Barcelona           | 4                   |
| Villareal                                     | 0                                             | 1                                             | 1                                             |  |                 | Poli Ejido                                       | 3                                                | 0                                                | 3                                                |  |  |                                                        |                                                        |                                                        |                                                        |  |  |                                            |                                            |                                            |                                            |  |  |                     |                     |
| Celta de Vigo                                 | 2                                             | 0                                             | 2                                             |  | Espanyol (a)    | 2                                                | 1                                                | 3                                                |                                                  |  |  |                                                        |                                                        |                                                        |                                                        |  |  |                                            |                                            |                                            |                                            |  |  |                     |                     |
| Espanyol                                      | 2                                             | 3                                             | 5                                             |  |                 |                                                  |                                                  |                                                  |                                                  |  |  | Espanyol                                               | 0                                                      | 2                                                      | 2                                                      |  |  |                                            |                                            |                                            |                                            |  |  |                     |                     |
| Orihuela                                      | 0                                             | 0                                             | 0                                             |  |                 |                                                  |                                                  |                                                  |                                                  |  |  | Barcelona                                              | 0                                                      | 3                                                      | 3                                                      |  |  |                                            |                                            |                                            |                                            |  |  |                     |                     |
| Atlético Madrid                               | 1                                             | 0                                             | 1                                             |  |                 | Atlético Madrid                                  | 1                                                | 1                                                | 2                                                |  |  |                                                        |                                                        |                                                        |                                                        |  |  |                                            |                                            |                                            |                                            |  |  |                     |                     |
| Benidorm                                      | 0                                             | 0                                             | 0                                             |  | Barcelona       | 3                                                | 2                                                | 5                                                |                                                  |  |  |                                                        |                                                        |                                                        |                                                        |  |  |                                            |                                            |                                            |                                            |  |  |                     |                     |
| Barcelona                                     | 1                                             | 1                                             | 2                                             |  |                 |                                                  |                                                  |                                                  |                                                  |  |  |                                                        |                                                        |                                                        |                                                        |  |  | Barcelona                                  | 2                                          | 1                                          | 3                                          |  |  |                     |                     |
| Málaga                                        | 1                                             | 0                                             | 1                                             |  |                 |                                                  |                                                  |                                                  |                                                  |  |  |                                                        |                                                        |                                                        |                                                        |  |  | Mallorca                                   | 0                                          | 1                                          | 1                                          |  |  |                     |                     |
| Mallorca                                      | 1                                             | 2                                             | 3                                             |  |                 | Mallorca                                         | 3                                                | 1                                                | 4                                                |  |  |                                                        |                                                        |                                                        |                                                        |  |  |                                            |                                            |                                            |                                            |  |  |                     |                     |
| Rayo Vallecano                                | 1                                             | 0                                             | 1                                             |  | Almería         | 1                                                | 1                                                | 2                                                |                                                  |  |  |                                                        |                                                        |                                                        |                                                        |  |  |                                            |                                            |                                            |                                            |  |  |                     |                     |
| Almería                                       | 2                                             | 3                                             | 5                                             |  |                 |                                                  |                                                  |                                                  |                                                  |  |  | Mallorca                                               | 1                                                      | 0                                                      | 1                                                      |  |  |                                            |                                            |                                            |                                            |  |  |                     |                     |
| Real Unión (a)                                | 3                                             | 3                                             | 6                                             |  |                 |                                                  |                                                  |                                                  |                                                  |  |  | Real Betis                                             | 0                                                      | 0                                                      | 0                                                      |  |  |                                            |                                            |                                            |                                            |  |  |                     |                     |
| Real Madrid                                   | 2                                             | 4                                             | 6                                             |  |                 | Real Unión                                       | 0                                                | 0                                                | 0                                                |  |  |                                                        |                                                        |                                                        |                                                        |  |  |                                            |                                            |                                            |                                            |  |  |                     |                     |
| Castellón                                     | 0                                             | 0                                             | 0                                             |  | Real Betis      | 1                                                | 1                                                | 2                                                |                                                  |  |  |                                                        |                                                        |                                                        |                                                        |  |  |                                            |                                            |                                            |                                            |  |  |                     |                     |
| Real Betis                                    | 2                                             | 2                                             | 4                                             |  |                 |                                                  |                                                  |                                                  |                                                  |  |  |                                                        |                                                        |                                                        |                                                        |  |  |                                            |                                            |                                            |                                            |  |  |                     |                     |

## 1/16 de finală
| Echipa 1       | Scor gen. | Echipa 2    | Tur | Retur |
| -------------- | --------- | ----------- | --- | ----- |
| Real Unión     | (a) 6–6   | Real Madrid | 3–2 | 3–4   |
| Portugalete    | 1–7       | Valencia    | 1–4 | 0–3   |
| Ponferradina   | 1–4       | Sevilla     | 1–0 | 0–4   |
| Orihuela       | 0–1       | Atlético    | 0–1 | 0–0   |
| Poli Ejido     | 6–1       | Villarreal  | 5–0 | 1–1   |
| Hércules       | 3–7       | Valladolid  | 1–5 | 2–2   |
| Rayo Vallecano | 1–5       | Almería     | 1–2 | 0–3   |
| Celta          | 2–5       | Espanyol    | 2–2 | 0–3   |
| Castellón      | 0–4       | Betis       | 0–2 | 0–2   |
| Real Murcia    | 2–3       | Racing      | 2–1 | 0–2   |
| Málaga         | 1–3       | Mallorca    | 1–1 | 0–2   |
| Athletic       | 3–2       | Recreativo  | 2–0 | 1–2   |
| Getafe         | 0–1       | Osasuna     | 0–0 | 0–1   |
| Benidorm       | 0–2       | Barcelona   | 0–1 | 0–1   |
| Elche          | 0–4       | Deportivo   | 0–2 | 0–2   |
| Numancia       | 0–3       | Sporting    | 0–1 | 0–2   |

## Optimi de finală
The first leg matches were played on 6, 7 and 8 ianuarie while the Manșa retur were played on 14 and 15 ianuarie 2009.
| Echipa 1   | Scor gen. | Echipa 2   | Tur | Retur |
| ---------- | --------- | ---------- | --- | ----- |
| Sevilla    | 5–1       | Deportivo  | 2–1 | 3–0   |
| Sporting   | 4–3       | Valladolid | 3–1 | 1–2   |
| Poli Ejido | 3–3 (a)   | Espanyol   | 3–2 | 0–1   |
| Real Unión | 0–2       | Betis      | 0–1 | 0–1   |
| Mallorca   | 4–2       | Almería    | 3–1 | 1–1   |
| Racing     | 2–4 (aet) | Valencia   | 1–1 | 1–3   |
| Atlético   | 2–5       | Barcelona  | 1–3 | 1–2   |
| Osasuna    | 1–3       | Athletic   | 1–1 | 0–2   |

## Sferturi de finală

### Manșa tur
All times CET
| Valencia                     | 3 – 2  | Sevilla                      |
| ---------------------------- | ------ | ---------------------------- |
| Villa 6' Baraja 83' Mata 87' | Report | Luís Fabiano 53' Adriano 69' |

| Espanyol | 0 – 0  | Barcelona |
| -------- | ------ | --------- |
|          | Report |           |

| Athletic Bilbao | 0 – 0  | Sporting de Gijón |
| --------------- | ------ | ----------------- |
|                 | Report |                   |

| Mallorca  | 1 – 0  | Betis |
| --------- | ------ | ----- |
| Keita 65' | Report |       |

### Manșa retur
| Betis | 0 – 0  | Mallorca |
| ----- | ------ | -------- |
|       | Report |          |

Mallorca won 1–0 on aggregate.
| Sporting de Gijón | 1 – 2  | Athletic Bilbao            |
| ----------------- | ------ | -------------------------- |
| Carmelo 1'        | Report | Gabilondo 42' D. López 51' |

Athletic Bilbao won 2–1 on aggregate.
| Sevilla                   | 2 – 1  | Valencia    |
| ------------------------- | ------ | ----------- |
| Kanouté 36' Squillaci 89' | Report | Marchena 8' |

Sevilla 4–4 Valencia on aggregate. Sevilla won on away goals.
| Barcelona               | 3 – 2  | Espanyol              |
| ----------------------- | ------ | --------------------- |
| Bojan 34' 48' Piqué 55' | Report | Coro 58' Callejón 68' |

Barcelona won 3–2 on aggregate.

## Semifinale

### Manșa tur
All times CET
| Sevilla                  | 2 – 1  | Athletic Bilbao |
| ------------------------ | ------ | --------------- |
| Duscher 61' Acosta 90+2' | Report | Llorente 42'    |

| Barcelona             | 2 – 0  | Mallorca |
| --------------------- | ------ | -------- |
| Henry 35' Márquez 73' | Report |          |

### Manșa retur
| Athletic Bilbao                         | 3 – 0  | Sevilla |
| --------------------------------------- | ------ | ------- |
| J. Martínez 4' Llorente 34' Toquero 37' | Report |         |

Athletic Bilbao won 4–2 on aggregate.
| Mallorca      | 1 – 1  | Barcelona |
| ------------- | ------ | --------- |
| G. Castro 45' | Report | Messi 81' |

Barcelona won 3-1 on aggregate.

## Finala
| Athletic Bilbao | 1 – 4  | Barcelona                                   |
| --------------- | ------ | ------------------------------------------- |
| Toquero 8'      | Report | Yaya Touré 31' Messi 54' Bojan 57' Xavi 64' |

| Copa del Rey 2008–09 Winners |
| ---------------------------- |
| Barcelona 25th Title         |

## Topul marcatorilor
| Jucător           | Goluri | Echipa            |
| ----------------- | ------ | ----------------- |
| Jorge Molina      | 7      | Poli Ejido        |
| Luís Fabiano      | 7      | Sevilla           |
| Lionel Messi      | 6      | Barcelona         |
| Bojan Krkić       | 5      | Barcelona         |
| Grégory Lager     | 5      | Poli Ejido        |
| Alhassane Keita   | 4      | Mallorca          |
| David Barral      | 4      | Sporting de Gijón |
| Fernando Llorente | 4      | Athletic          |
| Iñaki Goikoetxea  | 4      | Real Unión        |